# Columbia (Schiff, 1913)
Die Columbia war ein Passagierschiff, das zwischen 1949 und 1957 für die Greek Line fuhr.

## Geschichte
Der Passagierdampfer wurde 1913 in Belfast von Harland & Wolff gebaut und fuhr zunächst unter dem Namen Katoomba. Bei der Auslieferung war das Schiff der zweitgrößte australische Küstendampfer. Von 1918 bis 1920 diente sie als Truppentransporter und absolvierte eine Reihe transatlantischer Fahrten. In der Zwischenkriegszeit diente sie für Luxuskreuzfahrten im Pazifik. Während des Zweiten Weltkriegs war die Katoomba erneut ein Truppentransporter, blieb aber in australischen Gewässern. Nach dem Krieg hielten ihre Betreiber eine Modernisierung nicht für sinnvoll und verkauften das Schiff 1946 an die griechische Goulandris-Gruppe, für die es unter panamaischer Flagge fuhr. 1949 wurde das Schiff auf Ölfeuerung umgestellt und erhielt den Namen Columbia. Fortan fuhr sie für die Greek Line. 1952 und 1957 wurde die Columbia durch Feuer beschädigt. Am 18. August 1956 kollidierte sie bei Nebel im Hafen von Quebec mit der Homeric. Im Dezember 1957 wurde das Schiff schließlich stillgelegt und 1959 in Japan abgewrackt.